# قانون حمایت از آمران به معروف و ناهیان از منکر
قانون حمایت از آمران به معروف و ناهیان از منکر قانونی در ایران در جهت حمایت از آمران به معروف و ناهیان از منکر است که پس از مرگ طلبه بسیجی علی خلیلی توسط مجلس ایران تصویب شده است. طرح حمایت از آمران به معروف و ناهیان از منکر در تیر ۱۳۹۳ از سوی هیئت رئیسهٔ مجلس شورای اسلامی اعلام وصول شد، کلیاتش در ۱۶ مهر همان سال و جزئیاتش در ۲۳ فروردین ۱۳۹۴ به تصویب مجلس رسید. شورای نگهبان در ۲ اردیبهشت ۱۳۹۴ آن را تصویب کرد و علی لاریجانی در ۹ اردیبهشت ۱۳۹۴ آن برای اجرا به دولت یازدهم ابلاغ کرد.
به موجب این قانون، امر به معروف و نهی از منکر ناظر به اعمالی است که علنی بوده و بدون تجسس مشخص باشد. مراتب زبانی و نوشتاری آن را وظیفهٔ آحاد مردم و مرتبهٔ عملی آن را تنها وظیفهٔ دولت دانسته‌است. طبق مادهٔ ۷ آن «مجازات اشخاصی که مبادرت به اعمال مجرمانه نسبت به آمر به معروف و ناهی از منکر نمایند، قابل تخفیف یا تعلیق نیست» و حتی در صورت گذشت مجنی‌علیه یا اولیای دم از حق خود، جنبهٔ عمومی جرم قابل رسیدگی است. طبق مادهٔ ۹ آن «اشخاص حقیقی یا حقوقی حق ندارند در برابر اجرای امر به معروف و نهی از منکر مانع ایجاد کنند. ایجاد هر نوع مانع و مزاحمت که به موجب قانون جرم شناخته شده‌است، علاوه بر مجازات مقرر، موجب محکومیت به حبس تعزیری یا جزای نقدی درجهٔ هفت می‌گردد». همچنین بنا بر این قانون ستادی به نام « ستاد امر به معروف و نهی از منکر » به ریاست یکی از ائمهٔ جمعهٔ تهران راه‌اندازی شد که وظایفش در همان قانون تبیین شده‌است. تصویب این قانون با مخالفت معاون پارلمان دولت روبه‌رو شد که از نمایندگان پرسید: «چگونه مصوبات ستادی که ریاست آن بر عهدهٔ امام جمعهٔ تهران است، برای سه قوه لازم‌الاجرا باشد؟» در حال حاضر ریاست این ستاد بر عهدهٔ کاظم صدیقی، امام جمعهٔ موقت تهران، است.
۱۷ شهریور ۱۳۹۳ شماری از اعضای انصار حزب‌الله به دیدار خانوادهٔ علی خلیلی رفتند. به نوشتهٔ یالثارات الحسین، وب‌گاه خبری انصار حزب‌الله، «فلسفهٔ دیدار این هیئت، اعلان رسمی آغاز به کار گروه‌های سیار امر به معروف و نهی از منکر انصار حزب‌الله بود». هرچند دولت نسبت به فعالیت‌های غیرقانونی انصار حزب‌الله هشدار داده و اعلام کرد که برای گشت‌های موتوری امر به معروف و نهی از منکر، نه درخواست مجوز شده و نه مجوزی صادر شده‌است. دبیر کل انصار حزب‌الله پس از دیدار با رئیس پلیس امنیت اخلاقی نیروی انتظامی در اواخر همان ماه از تجدید نظر دربارهٔ گشت‌های سیار خود خبر داد و بر استفاده از «قالب‌ها و ظرفیت‌های رسمی و موجود نظام» تأکید کرد.
رسانه‌های اصولگرای ایران به‌کرات از خلیلی با عنوان «طلبهٔ ناهی از منکر» و «شهید امر به معروف» نام می‌برند.